# Bouillon d'awara
Le bouillon d'awara (bouyon wara en créole guyanais) est un mets guyanais typiquement créole, constitué d'un grand nombre d'ingrédients liés par la pâte du fruit de l'awara, longuement réduite au préalable dans une marmite,
Il est traditionnellement préparé lors des fêtes de Pâques et dégusté le dimanche de Pâques. C'est un mets dont la préparation prend beaucoup de temps, jusqu'à trente-six heures.
À la fin de la préparation, le bouillon d'awara est de couleur orangé à marron clair. Il est accompagné le plus souvent de riz blanc.
Un proverbe dit : « Si tu manges du bouillon d'awara… en Guyane tu reviendras… »

## Histoire
Ce plat emblématique de la Guyane, aurait été créé par les ancêtres africains des créoles guyanais, réduit en esclavage. Les esclaves inspirés de pratiques alimentaires venues d’Afrique, auraient fait bouillir la chair du fruit de l'awara et auraient rajouté à ce bouillon tous les légumes qu’ils pouvaient trouver dans les environs et les viandes qu’ils avaient à leur disposition. Et de là, est né ce fameux plat et la tradition du bouillon d'awara.

## Légende
D'après une légende[évasif], une princesse créole (guyanaise) était amoureuse d'un Blanc. Sa famille ne voulant pas de ce dernier, elle proposa de faire un plat où elle mettrait toute la Guyane. Si le garçon aimait le plat, les deux amoureux pourraient s'unir. La famille accepta, le garçon aima le plat et la fille et le jeune homme se marièrent.